# Boeberoides
Boeberoides es un género monotípico de plantas fanerógamas perteneciente a la familia de las asteráceas. Su única especie, Boeberoides grandiflora, es originaria de México, donde se encuentra en el Estado de Guerrero.

## Descripción
Tiene capitulescencias  radiadas, constituidas por 13 flores radiadas periféricas y numerosas flores del disco (las más centrales en botón).

## Taxonomía
Boeberoides grandiflora fue descrita por (DC.) Strother y publicado en Sida 11(4): 377. 1986.
Sinonimia
- Boebera grandiflora Moc. & Sessé ex DC.
- Clomenocoma grandiflora (DC.) Rydb.
- Dyssodia grandiflora DC.	basónimo
- Dyssodia seleri B.L.Rob. & Greenm.
- Gymnolaena seleri (B.L.Rob. & Greenm.) Rydb.[4]